# Copa Ibarguren
El Campeonato Argentino Copa Doctor Carlos Ibarguren,  llamada simplemente Copa Ibarguren, fue un torneo oficial del fútbol argentino. Su nombre obedecía a que el trofeo fue donado en 1913, por el entonces Ministro de Justicia e Instrucción Pública de la Nación, Carlos Ibarguren. 
Si bien la intención original era que la copa se disputara entre los campeones de todas las ligas regionales, en la práctica se definía en un único partido entre dos equipos que accedían a esa final por ser ganadores de otra competición. Entre 1913 y 1941 (con una interrupción entre 1926 y 1936), fue disputada por los campeones de los torneos más fuertes que tenía el país por aquellos años: los de la liga de Buenos Aires, representados por la Asociación del Fútbol Argentino y sus predecesoras, frente a los de la Liga Rosarina de Fútbol, con excepción de la edición de 1939, en la que el campeón porteño se midió con el vencedor del Torneo del Litoral, que disputaron equipos de Rosario, Santa Fe y Paraná.
Desde 1942 a 1958, enfrentó a los campeones de la Primera División de Argentina con las ligas regionales ganadoras de la Copa Presidente de la Nación. De todas maneras, tras no haberse jugado en 1943, a partir de 1944 fue organizada de manera esporádica, hasta su extinción. El reglamento indicaba que el encuentro debía disputarse en Buenos Aires, aunque en las cuatro últimas ediciones se revirtió esta política y los equipos metropolitanos jugaron la final como visitantes.
Boca Juniors y Racing Club son los máximos ganadores del certamen, con cinco títulos cada uno.

## Campeones
| Edición | Campeón           | Resultado | Finalista           | Sede de la final                          |
| ------- | ----------------- | --------- | ------------------- | ----------------------------------------- |
| 1913    | Racing Club       | 3 - 1     | Newell's Old Boys   | Racing Club, Avellaneda                   |
| 1914    | Racing Club       | 1 - 0     | Rosario Central     | Sociedad Sportiva Argentina, Buenos Aires |
| 1915    | Rosario Central   | 0 - 0     | Racing Club         | Independiente, Crucecita                  |
| 1915    | Rosario Central   | 3 - 1     | Racing Club         | GEBA, Buenos Aires                        |
| 1916    | Racing Club       | 6 - 0     | Rosario Central     | Racing Club, Avellaneda                   |
| 1917    | Racing Club       | 3 - 2     | Rosario Central     | GEBA, Buenos Aires                        |
| 1918    | Racing Club       | 4 - 0     | Newell's Old Boys   | GEBA, Buenos Aires                        |
| 1919    | Boca Juniors      | 1 - 0     | Rosario Central     | GEBA, Buenos Aires                        |
| 1920    | Tiro Federal      | 4 - 0     | Boca Juniors        | Sportivo Barracas, Buenos Aires           |
| 1921    | Newell's Old Boys | 3 - 0     | Huracán             | Boca Juniors, Buenos Aires                |
| 1922    | Huracán           | 1 - 1     | Newell's Old Boys   | Sportivo Barracas, Buenos Aires           |
| 1922    | Huracán           | 1 - 0     | Newell's Old Boys   | Sportivo Barracas, Buenos Aires           |
| 1923    | Boca Juniors      | 1 - 0     | Rosario Central     | Sportivo Barracas, Buenos Aires           |
| 1924    | Boca Juniors      | 3 - 2     | Belgrano (R)        | Sportivo Barracas, Buenos Aires           |
| 1925    | Huracán           | 2 - 1     | Tiro Federal        | Jorge Newbery, Buenos Aires               |
| 1937    | River Plate       | 5 - 0     | Rosario Central     | San Lorenzo, Buenos Aires                 |
| 1938    | Independiente     | 5 - 3     | Rosario Central     | San Lorenzo, Buenos Aires                 |
| 1939    | Independiente     | 5 - 0     | Central Córdoba     | San Lorenzo, Buenos Aires                 |
| 1940    | Boca Juniors      | 5 - 1     | Rosario Central     | Chacarita Juniors, Buenos Aires           |
| 1941    | River Plate       | 3 - 0     | Newell's Old Boys   | Ferro Carril Oeste, Buenos Aires          |
| 1942    | River Plate       | 7 - 0     | Liga Cordobesa      | San Lorenzo, Buenos Aires                 |
| 1944    | Boca Juniors      | 6 - 0     | Liga Tucumana       | Grand Stadium, San Miguel de Tucumán      |
| 1950    | Liga Mendocina    | 3 - 2     | Racing Club         | Gimnasia y Esgrima, Mendoza               |
| 1952    | River Plate       | 1 - 1     | Liga Cultural (SdE) | Mitre, Santiago del Estero                |
| 1958    | Liga Cordobesa    | 4 - 3     | Racing Club         | Belgrano, Córdoba                         |

| 1. |

## Palmarés
| Equipo                   | Campeón | Subcampeón | Edición campeón              |
| ------------------------ | ------- | ---------- | ---------------------------- |
| Racing Club              | 5       | 3          | 1913, 1914, 1916, 1917, 1918 |
| Boca Juniors             | 5       | 1          | 1919, 1923, 1924, 1940, 1944 |
| River Plate              | 4       | 0          | 1937, 1941, 1942, 1952       |
| Huracán                  | 2       | 1          | 1922, 1925                   |
| Independiente            | 2       | 0          | 1938, 1939                   |
| Rosario Central          | 1       | 8          | 1915                         |
| Newell's Old Boys        | 1       | 4          | 1921                         |
| Tiro Federal             | 1       | 1          | 1920                         |
| Liga Cordobesa de Fútbol | 1       | 1          | 1958                         |
| Liga Cultural (SdE)      | 1       | 0          | 1952                         |
| Liga Mendocina de Fútbol | 1       | 0          | 1950                         |
| Belgrano de Rosario      | 0       | 1          | 1924                         |
| Liga Tucumana            | 0       | 1          | 1944                         |